# Alejandro García Sanjuán
Alejandro García Sanjuán es un historiador español, profesor de la Universidad de Huelva.
Es autor de obras como La Huelva islámica, una ciudad del Occidente de al- Andalus (siglos VIII-XIII) (Universidad de Sevilla, 2002); Hasta que Dios herede la tierra: Los bienes habices en al-Andalus (siglos X al XV) (Universidad de Huelva, 2002); La conquista islámica de la Península Ibérica y la tergiversación del pasado: Del catastrofismo al negacionismo (Marcial Pons, 2013) o Coexistencia y conflictos. Minorías religiosas en la península ibérica durante la Edad Media (Universidad de Granada, 2015); entre otras. 
La conquista islámica de la Península Ibérica y la tergiversación del pasado constituye una crítica a la tesis historiográfica que sostiene que los árabes no llegaron a conquistar la península ibérica, desde sus inicios por parte de Ignacio Olagüe hasta la obra Historia general de Al Ándalus de Emilio González Ferrín.